# Ivo Rogulja
Ivo Rogulja (Novi Sad, 5. prosinca 1931. – Zagreb, 11. ožujka 2008.) je bio hrvatski kazališni, televizijski i filmski glumac.

## Filmografija

### Televizijske uloge
- "Bitange i princeze" kao Glavni (glas) (2008.)
- "Zabranjena ljubav" kao Franjo Pukšić (2005.)
- "Hlapićeve nove zgode" kao gradonačelnik (glas) (2002.)
- "Obiteljska stvar" kao profesor Krilić (1998.)
- "Putovanje u Vučjak" (1986.)
- "Nepokoreni grad" (1982.)
- "Velo misto" (1980.)
- "Anno domini 1573" (1979.)

### Filmske uloge
- "Pjevajte nešto ljubavno" kao susjed penzioner (2007.)
- "Čudnovate zgode šegrta Hlapića" kao Gradonačelnik (glas) (1997.)
- "Čaruga" kao trgovac (1991.)
- "Čarobnjakov šešir" kao čarobnjak Štapić (glas) (1990.)
- "Čudesna šuma" kao čarobnjak Štapić (glas) (1986.)
- "Gospodsko dijete" (1983.)
- "Poglavlje iz života Augusta Šenoe" (1981.)
- "Novinar" (1979.)
- "Izbavitelj" (1976.)
- "Baština" (1969.)

### Sinkronizacija
- "Patak Frka" kao Patak Frka (2008.)
- "Arthur u zemlji Minimoya" kao Archibald (2006.)
- "Hugo (televizijska igra)" kao Hugo (1995. – 2004.)
- "Ivica i Marica (Anchor Bay Entertainment)" kao Sova Huki i prodavač drva (2002.)
- "Rudolf: Jelen crvenog nosića" kao Luka, sudac i najavljivač (2002.)
- "Teletubbiesi" kao Dipsy (John Simmit) (2001. – 2003.)
- "Željezni div" kao Earl Stutz, čovjek i Ollie Johnston (1999.)
- "Medvjedići dobra srca" kao Rakun Vedro srce i Gundžo (1997.)
- "Balto 1 – 3" kao Gusan Boris [Bob Hoskins, Charles Fleischer] (1995. – 2004.)
- "Mali leteći medvjedići" kao Grga (1990.)
- "Patak Darko: Čudesni otok" kao Patak Darko (1983.)[1]
- "Scooby Doo i čudovište iz Loch Nessa" kao Duncan MacGubbin
- "Nove pustolovine Winnieja Pooha" kao Zec
- "Obitelj Kremenko" kao Barni Kamenko[1]
- "Sport Billy" kao Alojz[1]
- "Krezumica" kao lav Krezumica[1]
- "Super Mario" kao Mario
- "Asterix i Obelix" kao Asterix
- "Vragolasti Denis" kao Susjed Wilson

## Vanjske poveznice
- Ivo Rogulja u internetskoj bazi filmova IMDb-u (engl.)
- Vijest o smrti glumca